# Phillips-görbe

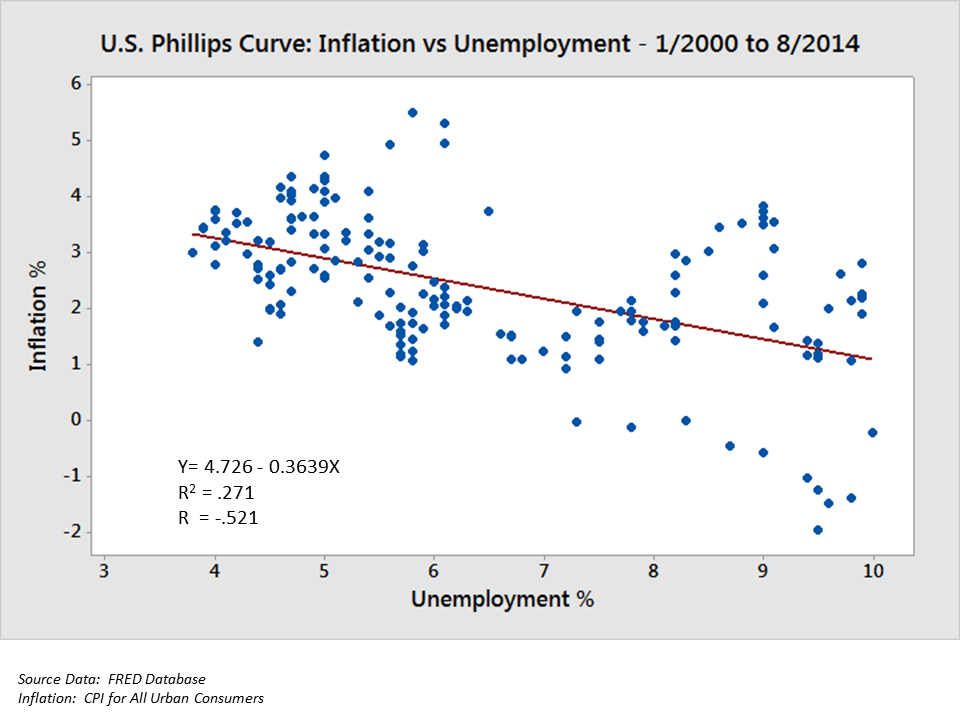
Philips-görbe az Egyesült Államokban 2000–2013 közötti adatok alapján

A Phillips-görbe egy empirikus eredetű közgazdasági modell, ami a nominálbérek növekedési üteme és a munkanélküliség szintje közötti kapcsolatot írja le: egy adott gazdaságban minél alacsonyabb a munkanélküliség szintje, annál gyorsabban emelkednek a munkabérek.
Nevét az összefüggést először, 1958-ban részletesen publikáló Alban William Phillips statisztikus közgazdászról kapta. 1926-ban már Irving Fisher is utalt egy írásában erre az összefüggésre az USA gazdaságára vonatkoztatva. A Phillips-görbe modelljét azóta többször is módosították, mint például Paul Samuelson és Robert Solow 1960-ban.

## Története
Alban William Phillips új-zélandi közgazdász "The Relationship between Unemployment and the Rate of Change of Money Wages in the United Kingdom 1861-1957" (A nominálbérek változási rátája és a munkanélküliség közötti kapcsolat az Egyesült Királyságban 1861 és 1957 között) című cikke a negyedévente megjelenő Economica folyóiratban látott napvilágot 1958-ban. Ebben Phillips leírja a brit gazdaságban általa megfigyelt inverz kapcsolatot a nominálbérek változása és a munkanélküliségi rátája között az adott időszakban. Phillips kifejti azt is, hogy ez a kapcsolat azzal magyarázható, hogy magas foglalkoztatási szint esetén a munkavállalók alkupozíciója erősebb, így magasabb béreket tudnak kiharcolni maguknak. A leírt ok-okozati összefüggés iránya azonban nem megfordítható: nagy mértékű béremelések nem feltétlenül járulnak hozzá egy magasabb foglalkoztatási szint eléréséhez. Fontos megjegyeznünk, hogy Phillips munkája kizárólagosan empirikus jellegű, hiszen azt nem támasztotta alá makroökonómiai modellel.
Ezt a hiányosságot Samuelson és Solow az 1960-as években a módosított Phillips-görbe modelljének megalkotásával pótolta. A módosított Phillips-görbe egy állandó, ellentétes irányú („trade-off“) kapcsolatot ír le az infláció és a munkanélküliség szintje között. Később sok politikus ezt tévesen úgy értelmezte, hogy a munkanélküliség és infláció tetszőleges kombinációja megvalósítható a Phillips-görbén.
Az 1970-es és ’80-as években azonban a munkanélküliség és infláció közötti empirikus összefüggés eltűnt, helyette ún. stagfláció jellemezte a fejlett országok gazdaságát, ami nem más, mint a magas infláció és a magas munkanélküliségi szint együttes megnyilvánulása. Már az 1960-as évek végén érték támadások a Phillips-görbe modelljét, egymástól függetlenül Milton Friedman, 1976-os Nobel-díjas és Edmund Phelps, 2006-os Nobel-díjas közgazdászok részéről. Kritikáik azonban csak később, az 1970-es években kaptak jelentős figyelmet. Ezek lényege röviden: hogyan létezhetne hosszútávú kapcsolat egy nominális és egy reál gazdasági változó között, ha hosszú távon a pénz semlegessége érvényesül? Ha a munkavállalók inflációs várakozásai helytállóak, akkor az inflációnak nincs reálgazdaságot befolyásoló hatása. A Phillips-görbe racionális várakozásokat figyelembe vevő módosítása ezeket az összefüggéseket is figyelembe veszi.
Ma már gyakorlatilag csaknem minden makroközgazdász elveti egy egyszerű, állandó és előrejelezhető kapcsolat létét az infláció és munkanélküliség között.

## Racionális várakozások és a munkanélküliség természetes rátája
A racionális várakozások elmélete, illetve az inflációt nem befolyásoló természetes munkanélküliségi rátát, az ún. NAIRU-t (non-accelerating inflation rate of unemployment) feltételező elmélet képesek magyarázatot adni a stagfláció jelenségére.
Ez utóbbi megkülönböztetést tesz a rövid távú és a hosszú távú Phillips-görbe között. A rövid távú Phillips-görbe hasonlít a normál Phillips-görbére, azzal a különbséggel, hogy az hosszú távon elmozdul a gazdasági szereplők várakozásainak változása következtében. Az elmélet feltételezi, hogy hosszú távon létezik a munkanélküliségnek egy bizonyos szintje (a NAIRU avagy a "természetes" munkanélküliségi ráta), ami mellett az inflációs ráta stabil marad. A NAIRU elmélete szerint tehát a hosszú távú Phillips-görbe függőleges, hiszen az infláció és a munkanélküliség közötti ellentétes kapcsolat (trade-off) megszűnik. Edmund Phelps ezzel kapcsolatos munkásságáért kapta 2006-ban a közgazdasági Nobel-díjat.
A racionális várakozások elmélete szerint a várt és ténylegesen megvalósuló inflációs ráta közötti eltérések nem számottevőek és csak ideiglenesek. Azaz a rövid távú periódusok olyan kicsik, hogy gyakorlatilag szinte nem is léteznek: minden olyan gazdaságpolitikai törekvés, ami a munkanélküliségi ráta NAIRU alá csökkentését célozza meg, a várt infláció azonnali emelkedése miatt eleve kudarcra van ítélve. Így a munkanélküliségi ráta csak véletlenszerűen és ideiglenesen térhet el a természetes szinttől, s ezen az eltérések a gazdasági szereplők véletlenszerűen fellépő, várt inflációs rátára vonatkozó becslési hibájának tudhatók be. Ebből a szemszögből az aktuális és a természetes munkanélküliségi ráta közötti bárminemű eltérés csupán illúzió.
Az 1990-es években az USA-ban egyre inkább nyilvánvalóvá vált, hogy a NAIRU egyensúlyi szintje nem állandó és előre nem meghatározható módon változhat. Az 1990-es évek végén a tényleges munkanélküliségi ráta 4% alá esett, ami jóval alacsonyabb, mint a NAIRU-ra vonatkozó becslések szintje. Az infláció azonban nem emelkedett, hanem meglepően stabil maradt. Így, akárcsak a Phillips-görbe, a NAIRU-val kapcsolatos elméletek is a kritikák kereszttüzébe kerültek.
Továbbá a racionális várakozások elmélete iránt is kétségek merültek fel, hiszen az arra épülő modellek egyik implicit feltevése az, hogy létezik a gazdaságnak egy bizonyos egyensúlyi pontja, ami időben előre meghatározott, függetlenül a keresleti feltételektől. Az 1990-es évek tapasztalatai azonban azt sugallják, hogy ez a feltételezés nem állja meg a helyét.